# Tamahú
Tamahú é uma cidade da Guatemala do departamento de Alta Verapaz.